# Balerejo (Balerejo)
Balerejo is een bestuurslaag in het regentschap Madiun van de provincie Oost-Java, Indonesië. Balerejo telt 3635 inwoners (volkstelling 2010).